# Glenea bellona
Glenea bellona är en skalbaggsart som beskrevs av Thomson 1879. Glenea bellona ingår i släktet Glenea och familjen långhorningar.

## Underarter
Arten delas in i följande underarter:
- G. b. hebe
- G. b. albomaculata